# Побережник Андрій Дмитрович
Андрій Дмитрович Побережник (13 грудня 1987, м. Тернопіль — 19 червня 2022, біля м. Лисичанська, Луганська область) — український військовослужбовець, солдат підрозділу Збройних Сил України, учасник російсько-української війни, який загинув під час російського вторгнення в Україну. Почесний громадянин міста Тернополя (2022, посмертно).

## Життєпис
Народився 13 грудня 1987 року в м. Тернополі.
Закінчив Тернопільську загальноосвітню школу-ліцей № 13 імені Андрія Юркевича, ліцей Галицького коледжу та крайній коледж, Львівський державний університет безпеки життєдіяльності.
З початком російсько-української війни брав участь в бойових діях у складі 128-ї окремої гірсько-штурмової бригади, зокрема в боях за Дебальцеве.
Після російського вторгнення в Україну знову пішов на фронт. Проходив військову службу за посадою стрільця-помічника гранатометника 3 гірсько-штурмового відділення 1-ї гірсько-штурмового взводу 1-ї гірсько-штурмової роти військової частини А3715.
Загинув 19 червня 2022 року в результаті ворожого артилерійського обстрілу поблизу м. Лисичанська на Луганщині.
Похований 22 червня 2022 року на Микулинецькому кладовищі м. Тернополя.

## Нагороди
- орден За мужність III ступеня (28 листопада 2022, посмертно) — за особисту мужність і самовіддані дії, виявлені у захисті державного суверенітету та територіальної цілісності України, вірність військовій присязі[1].

## Вшанування пам'яті
- Почесний громадянин міста Тернополя (22 серпня 2022, посмертно)[2].
- 18 червня 2024 року на фасаді будинку на вулиці Стрімкій, де Андрій жив, відкрили меморіальну дошку[3].